# Star Trek: Deep Space Nine/Staffel 6
Die sechste Staffel der US-amerikanischen Fernsehserie Star Trek: Deep Space Nine wurde in den USA zwischen September 1997 und Juni 1998 erstmals ausgestrahlt, in Deutschland von Mai bis November 1998 auf Sat.1.

## Episoden und Erstausstrahlung
| Nr. (ges.) | Nr. (St.) | Deutscher Titel                   | Originaltitel                     | Erstausstrahlung USA | Deutschsprachige Erstausstrahlung (D) | Regie                  | Drehbuch                                                                   |
| --- | --------- | --------------------------------- | --------------------------------- | -------------------- | ------------------------------------- | ---------------------- | -------------------------------------------------------------------------- |
| 125 | 1         | Zeit des Widerstands              | A Time To Stand                   | 27. Sep. 1997        | 9. Mai 1998                           | Allan Kroeker          | Ira Steven Behr, Hans Beimler                                              |
| Im Alpha-Quadranten entbrennt ein interstellarer Krieg zwischen dem Dominion und den Alliierten der Föderation. Bei dem Versuch, das Dominion zurückzuschlagen verlieren die Sternenflotte und die Klingonen mehrere Dutzend Raumschiffe und DS9 ist in der Hand des Dominion. Sisko und seine Crew sollen die Ketracel-White-Vorräte zerstören, die die Jem’Hadar zum Überleben brauchen, um den Krieg zu ihren Gunsten zu drehen. Dazu fliegen sie mit dem Jem’Hadar-Schiff, das sie vor einem Jahr erbeuten konnten, in den Raum des Dominion. |           |                                   |                                   |                      |                                       |                        |                                                                            |
| 126 | 2         | Entscheidungen                    | Rocks And Shoals                  | 4. Okt. 1997         | 16. Mai 1998                          | Mike Vejar             | Ronald D. Moore                                                            |
| Auf dem Weg in feindliches Gebiet wurde das von Sisko und seiner Crew benutzte Jem’Hadar-Schiff so stark beschädigt, dass sie damit auf einem Planeten abstürzen. Dort werden sie mit einer Gruppe Jem’Hadar konfrontiert, deren Vorta krank ist und die Hilfe Bashirs benötigt. |           |                                   |                                   |                      |                                       |                        |                                                                            |
| 127 | 3         | Söhne und Töchter                 | Sons And Daughters                | 11. Okt. 1997        | 23. Mai 1998                          | Jesús Salvador Treviño | Bradley Thompson, David Weddle                                             |
| Worf wird an Bord der von Martok befehligten Rotarran versetzt und trifft dort auf seinen Sohn, der sich von ihm entfremdet hat. |           |                                   |                                   |                      |                                       |                        |                                                                            |
| 128 | 4         | Hinter der Linie                  | Behind The Lines                  | 18. Okt. 1997        | 30. Mai 1998                          | LeVar Burton           | René Echevarria                                                            |
| Die Defiant erhält den Auftrag, eine Sensorstation, die sich in der Hand des Dominion befindet, zu zerstören. Unterdessen haben auf Deep Space Nine verbliebene bajoranische Militärangehörige, unter ihnen Kira, Odo, Jake, Rom und Quark, eine Widerstandszelle gegründet, um den Kriegsverlauf zu Ungunsten des Dominion zu beeinflussen, etwa indem sie Zwietracht zwischen Cardassianern und Jem´Hadar säen. |           |                                   |                                   |                      |                                       |                        |                                                                            |
| 129 | 5         | Ein kühner Plan (1)               | Favor The Bold (1)                | 25. Okt. 1997        | 6. Juni 1998                          | Winrich Kolbe          | Ira Steven Behr, Hans Beimler                                              |
| Als die Föderation den Krieg zu verlieren droht und die Gefahr besteht, dass das verminte Wurmloch wieder geöffnet wird, setzt die Sternenflotte Siskos Plan zur Rückeroberung von Deep Space Nine um und führt dabei mit hunderten Raumschiffen eine – trotz deutlicher gegnerischer Übermacht – beiderseits verlustreiche Schlacht mit dem Dominion. |           |                                   |                                   |                      |                                       |                        |                                                                            |
| 130 | 6         | Sieg oder Niederlage? (2)         | Sacrifice Of Angels (2)           | 1. Nov. 1997         | 13. Juni 1998                         | Allan Kroeker          | Ira Steven Behr, Hans Beimler                                              |
| Auch wenn es Sisko gelingt mit der Defiant bis nach DS9 vorzudringen, kann er die Zerstörung der Minen nicht verhindern. Als das Wurmloch wieder geöffnet ist, droht eine riesige Armada des Dominion in den Alpha-Quadranten einzudringen. Als Abgesandter der Propheten kann Sisko die Wurmlochwesen überzeugen, in seinem Sinn in den Kriegsverlauf einzugreifen. Das Dominion kann dadurch vorerst zurückgedrängt werden. |           |                                   |                                   |                      |                                       |                        |                                                                            |
| 131 | 7         | Klingonische Tradition            | You Are Cordially Invited         | 8. Nov. 1997         | 20. Juni 1998                         | David Livingston       | Ronald D. Moore                                                            |
| Kurz nach der Rückkehr der Mannschaft auf die Station heiraten Worf und Jadzia. Bei der Vorbereitung der Trauungszeremonie müssen ihre engsten Freunde einige klingonische Rituale überstehen. |           |                                   |                                   |                      |                                       |                        |                                                                            |
| 132 | 8         | Erkenntnis                        | Resurrection                      | 15. Nov. 1997        | 27. Juni 1998                         | LeVar Burton           | Michael Taylor                                                             |
| Kira erhält zu ihrer Überraschung Besuch von Bareil aus dem Spiegeluniversum und beginnt mit ihm eine Liebesbeziehung, muss aber erkennen, dass sie von ihm und er durch die Intendantin nur benutzt wurde, um einen Diebstahl zu ermöglichen. |           |                                   |                                   |                      |                                       |                        |                                                                            |
| 133 | 9         | Statistische Wahrscheinlichkeiten | Statistical Probabilities         | 22. Nov. 1997        | 4. Juli 1998                          | Anson Williams         | René Echevarria, Idee: Pam Pietroforte                                     |
| Eine durch Bashir zeitweise auf DS9 untersuchte, 4-köpfige Gruppe einst gentechnisch aufgewerteter Menschen empfiehlt der Führung der Sternenflotte strategische Maßnahmen, die den Kriegsverlauf für die Föderation positiv beeinflussen können, darunter den Schritt, das romulanische Imperium als Alliierte zu gewinnen. |           |                                   |                                   |                      |                                       |                        |                                                                            |
| 134 | 10        | Der glorreiche Ferengi            | The Magnificent Ferengi           | 27. Dez. 1997        | 11. Juli 1998                         | Chip Chalmers          | Ira Steven Behr, Hans Beimler                                              |
| Als Quarks und Roms Mutter Ishka durch das Dominion gefangengenommen wird, organisieren die beiden eine Rettungsmission und tauschen einen gefangenen Vorta gegen Ishka ein. |           |                                   |                                   |                      |                                       |                        |                                                                            |
| 135 | 11        | Das Gute und das Böse             | Waltz                             | 3. Jan. 1998         | 18. Juli 1998                         | René Auberjonois       | Ronald D. Moore                                                            |
| Durch den Tod seiner Tochter schwer traumatisiert, befindet sich Dukat in Kriegsgefangenschaft der Sternenflotte. Damar wird neuer Herrscher Cardassias. Dukat verfällt in der Gefangenschaft in Wahnvorstellungen, in deren Folge er beschließt, aufgrund des von ihm empfundenen, tiefen Hasses alle Bajoraner zu töten, wenn er aus der Gefangenschaft der Föderation entkommt. |           |                                   |                                   |                      |                                       |                        |                                                                            |
| 136 | 12        | Wer trauert um Morn?              | Who Mourns For Morn?              | 31. Jan. 1998        | 25. Juli 1998                         | Victor Lobl            | Mark Gehred-O'Connell                                                      |
| Als sich die angebliche Nachricht verbreitet, Quarks Stammgast Morn sei gestorben und habe Quark als Erben ausgewählt, unternimmt Quark mehrere Schritte, um an sein Erbe zu gelangen. |           |                                   |                                   |                      |                                       |                        |                                                                            |
| 137 | 13        | Jenseits der Sterne               | Far Beyond The Stars              | 7. Feb. 1998         | 1. Aug. 1998                          | Avery Brooks           | Ira Steven Behr, Hans Beimler; Idee: Marc Scott Zicree                     |
| Sisko träumt von sich als Benny Russell, einem Science-Fiction-Schriftsteller, der in den 1950er Jahren versucht, seine von einer Raumstation in ferner Zukunft handelnde Geschichte zu veröffentlichen. Weil sein Titelheld wie Russell selbst ein Afroamerikaner ist, wird er mit Rassismus konfrontiert und hat zahlreiche Widerstände zu überwinden. |           |                                   |                                   |                      |                                       |                        |                                                                            |
| 138 | 14        | Das winzige Raumschiff            | One Little Ship                   | 14. Feb. 1998        | 8. Aug. 1998                          | Allan Kroeker          | David Weddle, Bradley Thompson                                             |
| Als die Defiant durch Jem’Hadar-Soldaten erobert wird, muss die zuvor in einem Experiment stark geschrumpfte Besatzung mit ihrem Shuttle dabei helfen, die Angreifer zu bekämpfen. |           |                                   |                                   |                      |                                       |                        |                                                                            |
| 139 | 15        | Ehre unter Dieben                 | Honor Among Thieves               | 21. Feb. 1998        | 15. Aug. 1998                         | Allan Eastman          | René Echevarria, Idee: Philip Kim                                          |
| Chief O’Brien ermittelt verdeckt im verbrecherischen Orion-Syndikat, um herauszufinden, wer das Syndikat mit Informationen über die Sternenflotte versorgt; dabei erfährt er auch, dass das Syndikat mit dem Dominion zusammenarbeitet. |           |                                   |                                   |                      |                                       |                        |                                                                            |
| 140 | 16        | Wandel des Herzens                | Change Of Heart                   | 28. Feb. 1998        | 22. Aug. 1998                         | David Livingston       | Ronald D. Moore                                                            |
| Später sind Worf und Jadzia unterwegs zu einem Treffen mit einem Cardassianer, der möglicherweise kriegsentscheidende Informationen besitzt, wobei Jadzia schwer verletzt wird. |           |                                   |                                   |                      |                                       |                        |                                                                            |
| 141 | 17        | Tiefes Unrecht                    | Wrongs Darker Than Death Or Night | 28. März 1998        | 29. Aug. 1998                         | Jonathan West          | Ira Steven Behr, Hans Beimler                                              |
| Nachdem Dukat Kira eröffnet hat, dass er ihre Mutter einst innig geliebt hat, reist Kira zurück in die Zeit der cardassianischen Besatzung, um Dukats Mitteilung zu überprüfen. |           |                                   |                                   |                      |                                       |                        |                                                                            |
| 142 | 18        | Inquisition                       | Inquisition                       | 4. Apr. 1998         | 5. Sep. 1998                          | Michael Dorn           | Bradley Thompson, David Weddle                                             |
| Nachdem Bashir verdächtigt wird, ein Spion des Dominion zu sein, erkennt er, dass er durch den Sternenflottengeheimdienst Sektion 31 nur getäuscht wurde, um seine Eignung als Agent der Sektion zu testen und ihn für diese anzuwerben. |           |                                   |                                   |                      |                                       |                        |                                                                            |
| 143 | 19        | In fahlem Mondlicht               | In The Pale Moonlight             | 11. Apr. 1998        | 12. Sep. 1998                         | Victor Lobl            | Michael Taylor, Idee: Peter Allan Fields                                   |
| Einige Monate später gelingt es Sisko, einen diesen Schritt beinhaltenden Plan umzusetzen, indem er einen eigenen, streng geheimen Plan umsetzt, der mehrere rechtlich und moralisch fragwürdige Schritte beinhaltet, darunter die Weitergabe von biowaffenfähigem Material. |           |                                   |                                   |                      |                                       |                        |                                                                            |
| 144 | 20        | Auf seine Art                     | His Way                           | 18. Apr. 1998        | 19. Sep. 1998                         | Allan Kroeker          | Ira Steven Behr, Hans Beimler                                              |
| Als Odo von einem neuen Holosuite-Programm erfährt, in dem der Sänger Vic Fontaine in einem Nachtclub der 1960er Jahre auftritt, okkupiert er das Programm für sich allein und lässt sich von Fontaine dabei helfen, Kiras Liebe zu gewinnen. |           |                                   |                                   |                      |                                       |                        |                                                                            |
| 145 | 21        | Zeit der Abrechnung               | The Reckoning                     | 25. Apr. 1998        | 26. Sep. 1998                         | Jesús Salvador Treviño | David Weddle, Bradley Thompson; Idee: Harry M. Werksman, Gabrielle Stanton |
| Kai Winn, ihre religiöse Führungsrolle im Falle des Eintretens einer bajoranischen Prophezeiung schützend, vereitelt die Vollendung des Kampfes zwischen einem Propheten und einem Pah-Geist, bevor letzterer bei dem Kampf vernichtet worden wäre. |           |                                   |                                   |                      |                                       |                        |                                                                            |
| 146 | 22        | Valiant                           | Valiant                           | 2. Mai 1998          | 10. Okt. 1998                         | Mike Vejar             | Ronald D. Moore                                                            |
| Nachdem Jake und Nog in ihrem Shuttle durch Jem’Hadar-Raumschiffe beschossen wurden, rettet sie das Sternenflottenschiff Valiant, das von lauter elitären Sternenflottenkadetten geführt wird, die voller Selbstbewusstsein die letztlich tödlich endende Konfrontation mit dem Dominion suchen. |           |                                   |                                   |                      |                                       |                        |                                                                            |
| 147 | 23        | Die Beraterin                     | Profit And Lace                   | 9. Mai 1998          | 17. Okt. 1998                         | Alexander Siddig       | Ira Steven Behr, Hans Beimler                                              |
| Als Ishka einen Herzinfarkt erleidet, muss sie Quark in Verhandlungen mit der Ferengi-Handelsbehörde ersetzen, wofür sich Quark zeitweise in eine Ferengi-Weibliche umwandeln lässt. |           |                                   |                                   |                      |                                       |                        |                                                                            |
| 148 | 24        | Das Zeitportal                    | Time’s Orphan                     | 16. Mai 1998         | 24. Okt. 1998                         | Allan Kroeker          | David Weddle, Bradley Thompson; Idee: Joe Menosky                          |
| Bei einem Ausflug auf Bajor passiert O’Briens Tochter Molly ein Zeitportal und erscheint als wesentlich ältere, völlig entfremdete Person, weswegen die Stationsoffiziere dazu gezwungen sind, an einer Lösung des Problems zu arbeiten. |           |                                   |                                   |                      |                                       |                        |                                                                            |
| 149 | 25        | Der Klang ihrer Stimme            | The Sound Of Her Voice            | 6. Juni 1998         | 31. Okt. 1998                         | Winrich Kolbe          | Ronald D. Moore, Idee: Pam Pietroforte                                     |
| Die Crew der Defiant empfängt den Notruf einer Sternenflottenoffizierin, die, auf einem Planeten notgelandet, zu sterben droht, falls es der Defiant nicht gelingen sollte, rechtzeitig bei ihr zu sein. Bei der Ankunft der Defiant stellt deren Besatzung aber fest, dass die Frau schon seit Jahren tot ist. |           |                                   |                                   |                      |                                       |                        |                                                                            |
| 150 | 26        | Tränen der Propheten              | Tears Of The Prophets             | 13. Juni 1998        | 7. Nov. 1998                          | Allan Kroeker          | Ira Steven Behr, Hans Beimler                                              |
| Sisko, durch die Sternenflottenführung zum Planen der Invasion von Cardassia auserkoren, führt eine aus Sternenflotte, Klingonen und Romulanern bestehende Kriegsraumschiffflotte in eine Schlacht gegen das Dominion, die allerdings beiderseits verlustreich endet. Nach der dabei gelungenen Einnahme des im Dominion-Territorium gelegenen Chin’toka-Planetensystems dringt die Föderation tatsächlich bis nach Cardassia vor. Dukat lässt einen Pah-Geist von sich Besitz ergreifen, der den Eingang zum Wurmloch versiegelt, um so den Bajoranern und Sisko ihre Verbindung zu den Propheten zu entziehen und die Föderation militärisch zu schwächen. Weil ihm dabei Jadzia Dax im Wege ist, ermordet er sie. |           |                                   |                                   |                      |                                       |                        |                                                                            |

## Kritiken
| | |
| „Season 6 of DS9 brings together all the show's strengths: its excellent storytelling, here brought together into a cohesive story arc; its well-developed, threedimensional characters; and its willingness to face up to all the shades of gray involved in tough ethical issues.“ – Holly E. Ordway: DVD talk | „Staffel 6 von DS9 verbindet alle Stärken der Serie miteinander: ihre exzellente Weise, Geschichten zu erzählen, hier durch einen kohäsiven Handlungsbogen, ihre gut entwickelten, dreidimensionalen Charaktere und ihren Willen, sich all den Zwischentönen zu stellen, die schwierige ethische Probleme mit sich bringen.“ |

„Spätestens ab dem sechsten Jahr schrieb ‚Deep Space Nine‘ nur noch TV-Geschichte. Was sich hier an epischen Storylines, großartiger Dramatik und vollkommener Brillanz auf allen Ebenen von der Erzählung bis hin zur schauspielerischen Umsetzung entfaltete, war und ist schlichtweg atemberaubend. […] ‚Im fahlen Mondlicht‘ […] ist vielleicht eine der großartigsten Trek-Folgen überhaupt, und sicherlich mit die beste Schauspielarbeit, die der famose Avery Brooks in dieser Serie geleistet hat. […] Das einzige, was an dieser fast durch und durch perfekten Staffel nicht stimmt, ist das Ende: ‚Die Tränen der Propheten‘ markiert den wohl schwächsten Saisonabschluss der ganzen Serie, bedingt durch die notwendigen Änderungen für den Abtritt von Terry Farrell: […]. Die dramatische Hervorhebung ihres Abgangs hemmt die ganze Folge und passt dramaturgisch natürlich überhaupt nicht ins Konzept. […] Auch das neue mythische Element der Pah-Geister […] hatte durch die Verbindung mit diesem ärgerlichen Abschluss keinen sehr guten Start.“

| | |
| „And DS9 brilliantly handled the war. It wasn't solved in one or even a few episodes. As with the rest of the series, arcs developed and played out gradually. Entire multi-episode arcs fleshed out the pain and anguish of a true war. People dealt with the strife in realistic fashion. The war, much to our dismay, was not going well for our Federation. The Dominion seemed to be the superior force. And that, too, is a fascinating counterpoint in that our friends, the good guys, weren't winning. DS9 rarely took the easy path. […] Aside from a disappointing mirror universe episode and an odd cross-dressing Ferengi episode, the sixth season of Deep Space Nine is superb, intensely marching towards its inevitable end. Always doing more than simply scratching the surface, DS9 investigates the characters and the consequences of all its actions, rewarding the viewer with insightful and fully developed characters and situations. It is not the Star Trek you may be used to, and it is all the better because of that.“ – Erik Profancik, DVD Verdict | „Und DS9 behandelte den Krieg auf brillante Weise. Er wurde nicht in einer oder gar nur einer Handvoll Episoden aufgelöst. Wie im Rest der Serie entwickelten sich Handlungsbögen graduell. Ganze, aus mehreren Episoden bestehende Handlungsbögen untermauerten den Schmerz und die Angst, wie sie von einem echten Krieg verursacht werden. Menschen befassten sich mit dem Kampf in einer realistischen Weise. Sehr zu unserem Bedauern lief der Krieg nicht gut für unsere Föderation. Das Dominion schien die beherrschende Kraft zu sein. Und das ist ein faszinierender Kontrapunkt insofern, als unsere Freunde, die guten Jungs, nicht gewannen. DS9 nahm selten den einfachen Weg. Abgesehen von einer enttäuschenden Spiegeluniversum-Episode und einer eigenartigen, transvestitischen Ferengi-Episode ist die sechste Staffel von Deep Space Nine hervorragend und steuert geradewegs auf ihr unausweichliches Ende zu. Stets mehr als nur an der Oberfläche kratzend, untersucht DS9 die Charaktere und die Konsequenzen all ihrer Handlungen und belohnt den Zuschauer mit aufschlussreichen und voll entwickelten Charakteren und Situationen. Das ist zwar nicht das gewohnte Star Trek, aber gerade deswegen das bessere.“ |

## Auszeichnungen
- ASCAP Awards 1998: Beste Fernsehserie
- Primetime-Emmy-Verleihung 1998, nominiert:
  - Beste Frisur für eine Serie: Jenseits der Sterne
  - Beste Kostümgestaltung für eine Serie: Jenseits der Sterne
  - Beste künstlerische Leitung für eine Serie: Jenseits der Sterne
  - Beste musikalische Leitung: Auf seine Art
  - Beste Spezialeffekte für eine Serie: Das winzige Raumschiff
  - Bestes Make-up für eine Serie: Wer trauert um Morn?
- Saturn-Award-Verleihung 1998, nominiert: Beste syndizierte Genre-Fernsehserie